# 荷蘭體育
荷蘭1,700萬人口中，有約450萬人加入了體育團體。三分之二以上的荷蘭人每個禮拜參加至少一次體育活動。荷蘭國內參加人數最多的體育運動是足球。荷蘭國家足球隊是世界強隊，曾經獲得1次歐洲足球錦標賽，三次獲得世界杯亞軍。荷蘭第二受歡迎的集體體育運動是曲棍球，第三是排球。荷蘭最受歡迎的個人體育項目則是網球、體操和高爾夫。荷蘭迄今為止已經在夏季奧運會獲得230塊金牌，在冬季奧運會獲得76塊獎牌。荷蘭也是歐洲少數棒球運動發達的國家。